# Glyphidocera plicata
Glyphidocera plicata is een vlinder uit de familie van de dominomotten (Autostichidae). De wetenschappelijke naam van de soort is, als Ptilostonychia plicata, voor het eerst geldig gepubliceerd in 1911 door Walsingham.